# Dominique Bernard (acteur)
Pour les articles homonymes, voir Dominique Bernard et Bernard.
Ne doit pas être confondu avec Dominik Bernard.
Dominique Bernard, de son vrai nom Bernard Martin, est un acteur français né le 8 décembre 1924 au Mans (Sarthe) et mort le 27 septembre 2014 à Paris.

## Biographie
Il est inhumé au cimetière de Montmartre (division 16).

## Théâtre
- 1951 : Le Cid, de Pierre Corneille, mise en scène de Julien Bertheau.
- 1953 : Le Songe d'une nuit d'été de William Shakespeare, mise en scène de Michel Saint-Denis, Comédie de l'Est.
- 1953 : Tessa, la nymphe au cœur fidèle de Jean Giraudoux d'après Basil Dean et Margaret Kennedy, mise en scène de Michel Saint-Denis, Comédie de l'Est.
- 1954 : La Surprise de l'amour de Marivaux, mise en scène de Daniel Leveugle, Comédie de l'Est.
- 1954 : L'Épreuve de Marivaux, mise en scène de Daniel Leveugle, Comédie de l'Est.
- 1955 : Le Carrosse du Saint-Sacrement de Prosper Mérimée, mise en scène de Stéphane Audel.
- 1955 : Antigone de Jean Cocteau, mise en scène de Suria Magito
- 1955 : Juge de son honneur (ou l'Alcade de Zalamea) de Pedro Calderón de la Barca, mise en scène de Daniel Leveugle, Comédie de l'Est.
- 1955 : Les Fourberies de Scapin de Molière, mise en scène de Pierre Lefèvre.
- 1956 : Les Justes d'Albert Camus, mise en scène de Daniel Leveugle, Comédie de l'Est.
- 1956 : Le Menteur de Corneille, mise en scène de Daniel Leveugle
- 1959 : Becket ou l'Honneur de Dieu de Jean Anouilh, mise en scène de Jean Anouilh et Roland Piétri, Théâtre Montparnasse.
- 1963 : L'École des bouffons de Michel de Ghelderode, mise en scène Marcel Lupovici, Théâtre 347 : Moscul[3].
- 1963 : Don Gil de Tirso de Molina, mise en scène Daniel Leveugle, Théâtre de l'Alliance française.
- 1967 : La Maison des cœurs brisés de George Bernard Shaw, mise en scène Jean Tasso, Centre dramatique de l'Est.
- 1970 : Jeux de massacre d'Eugène Ionesco, mise en scène de Jorge Lavelli, Théâtre Montparnasse.
- 1971 : Électre de Jean Giraudoux, mise en scène de Andréas Voutsinás, Festival de Bellac
- 1971 : Les Bancs de Georges Michel, mise en scène de l'auteur, Théâtre le Lucernaire[4].
- 1974 : Buffet-Bontemps : l'affaire de Christian Le Guillochet, mise en scène de Christian Le Guillochet.
- 1975 : La Bécane de Jacques de Bonis et Michel Raffaelli, mise en scène de  Michel Raffaelli  et Dominique Trichet.
- 1976 : Le Soleil entre les arbres de Jacques Lassalle, mise en scène de Jacques Lassalle et Jean-Pierre Jatteau, Théâtre Jean-Vilar Vitry-sur-Seine.
- 1976 : Chronique d'une solitude de Tahar Ben Jelloun et Michel Raffaelli, mise en scène de Michel Raffaelli.
- 1976 : La Visite de la vieille dame de Friedrich Dürrenmatt, mise en scène de Jean Mercure.
- 1977 : Ivanov d'Anton Tchekhov, mise en scène de Betty Raffaelli.
- 1977 : La Mante polaire de Serge Rezvani, mise en scène de Jorge Lavelli, création Théâtre de la Ville.
- 1983 : Comment devenir une mère juive en dix leçons de Dan Greenburg, mise en scène de Tooti Masson.

## Filmographie

### Cinéma

#### Longs métrages
- 1960 : Un couple de Jean-Pierre Mocky
- 1973 : Un officier de police sans importance de Jean Larriaga
- 1978 : Le Sucre de Jacques Rouffio
- 1978 : Sale Rêveur de Jean-Marie Périer : Monsieur Taupin
- 1979 : À nous deux de Claude Lelouch
- 1982 : Un matin rouge de Jean-Jacques Aublanc : danseur
- 1984 : Louise... l'insoumise de Charlotte Silvera : l'oncle Gaston
- 1986 : Le Môme d'Alain Corneau : le père de Willie
- 1987 : Les mois d'avril sont meurtriers de Laurent Heynemann : Dutoit, l'indic

### Télévision

#### Téléfilms
- 1962 : Elle s'abaisse pour vaincre, réalisé par Étienne Fuselier : Diggory.
- 1964 : La Terreur et la Vertu : Danton - Robespierre de Stellio Lorenzi
- 1964 : Les Joyeuses Commères de Windsor (d'après l'œuvre de William Shakespeare), réalisé par Roger Iglésis.
- 1965 : Une nuit sans lendemain, réalisé par Lazare Iglesis : Elégio.
- 1969 : Une soirée au bungalow, réalisé par Lazare Iglesis : Mr Hobson.
- 1972 : Les Habits neufs du Grand-Duc, réalisé par Jean Canolle : le ministre de la musique
- 1975 : Amédée ou Comment s'en débarrasser, réalisé par Marion Sarraut.
- 1979 : La Belle vie de Jean Anouilh, réalisé par Lazare Iglesis : le commissaire ouvrier
- 1979 : Une femme dans la ville, réalisé par Joannick Desclers : l'homme aux écritures
- 1980 : Le Curé de Tours, réalisé par Gabriel Axel : Caron
- 1985 : D'amour et d'eau chaude, réalisé par Jean-Luc Trotignon : le père de Rose
- 1986 : L'Affaire Marie Besnard, réalisé par Yves-André Hubert : Ferrant

#### Série télévisée
- 1964 : Les Cinq Dernières Minutes : 45 tours... et puis s'en vont de Bernard Hecht : Arnoux.
- 1964 : La caméra explore le temps, une série télévisée créée par Stellio Lorenzi, André Castelot et Alain Decaux : 
  - Épisode 31/39 : La terreur et la vertu - Première partie: Danton.
- 1964 : Les Beaux Yeux d'Agatha, un feuilleton télévisé français en 4 épisodes de Bernard Hecht.
- 1967 : Les Habits noirs (d'après le roman éponyme de Paul Féval), un feuilleton télévisé français en 31 épisodes de René Lucot : Échalot.
- 1968 : Les Compagnons de Baal de Pierre Prévert – Épisode 5/6 : La Nuit du huit de trèfle.
- 1969 : En votre âme et conscience, une série judiciaire française de Pierre Desgraupes, Pierre Dumayet et Claude Barma : 
  - Épisode 17/52 L'affaire Lacoste, réalisé par  René Lucot.
- 1972 : Les Boussardel, une mini-série française, créée par René Lucot et Pierre Cardinal (d'après la série littéraire éponyme de Philippe Hériat) :
  - Épisode 1/5 : La Bruyère du cap, réalisé par René Lucot : Maurisson.
  - Épisode 2/5 : Les Noces de bronze, réalisé par René Lucot : Maurisson.
- 1972 : Pot-Bouille, une mini-série française en 5 épisodes, d'après le roman éponyme d’Émile Zola, et réalisée par Yves-André Hubert : Gueulin
- 1975 : Les Enquêtes du commissaire Maigret, une série télévisée créée par Claude Barma et Jacques Rémy, avec Jean Richard dans le rôle de Maigret : 
  - Épisode 27/88 : La Guinguette à deux sous, réalisé par René Lucot (d'après le roman éponyme de 1931 de Georges Simenon) : le fripier
- 1980 : Fantômas, une mini-série franco-allemande de Claude Chabrol et Juan Luis Buñuel – 2 épisodes :
  - Épisode 2/4 : L'Étreinte du diable, réalisé par Juan Luis Buñuel : Nez coupé.
  - Épisode 3/4 : Le Mort qui tue, réalisé par Juan Luis Buñuel : Nez coupé.
- 1985 et 1989 : Série noire, une série télévisée créée par Pierre Grimblat – 3 épisodes : 
  - Épisode 9/37 : Meurtres pour mémoire, réalisé par Laurent Heynemann (1985) : Rosner.
  - Épisode 34/37 : Main pleine, réalisé par Laurent Heynemann (1989) : Virus
  - Épisode 36/37 : Noces de plomb, réalisé par Pierre Grimblat (1989) : l'épicier
- 1985 : Les Colonnes du ciel, une mini-série réalisée par Gabriel Axel (d'après l'œuvre de Bernard Clavel) – Épisode 1/5 : La saison des loups : le greffier
- 1989 : Imogène, une série télévisée créée par Michel Grisolia et Martin Lamotte – Épisode 4/13 : Notre Imogène, réalisé par Sylvain Madigan : Menez.